# Хоровиц, Бен
Бенджамин Абрахам «Бен» Хоровиц (англ. Benjamin Abraham Horowitz; род. 13 июня 1966, Лондон, Англия) — американский бизнесмен и инвестор. Генеральный партнер фирмы Andreessen Horowitz, ранее был президентом IT-компании Opsware. Автор книги про стартапы «The Hard Thing About Hard Things».

## Биография
Родился в Лондоне, вырос в Беркли, Калифорния. В 1988 году окончил бакалавриат по компьютерным наукам в Колумбийском университете, в 1990 году — магистратуру по компьютерным наукам в Калифорнийском университете в Лос-Анджелесе.
В 1997—1998 годах являлся одним из вице-президентов в Netscape, после его приобретения компанией AOL стал одним из вице-президентов там.
В 1999 году стал одним из основателей инфраструктурной фирмы Loudcloud, в 2002 году преобразованной в Opsware, производителя корпоративного программного обеспечения.
Являлся президентом и CEO компании вплоть до её продажи Hewlett-Packard за 1.6 миллиарда долларов в 2007 году. После этого год работал вице-президентом HP.
В 2009 году вместе с Марком Андриссеном основал венчурный фонд Andreessen Horowitz, работающий со стартапами и другим IT-компаниями.